# Greve Strands Badmintonklub
Greve Strands Badmintonklub (GSB). Dansk  badmintonklub, beliggende på Sjælland syd for København. Klubben blev stiftet i 1937 og har gennem årene spillet en betydende rolle i dansk badminton, ligesom flere landsholdsspillere har haft tilknytning til klubben. 
Klubbens historie - under udarbejdelse

Coronakrisens betydning
Indtil sæson 2022/2023 har klubben haft et ligahold og ofte spillet med om at blive danske mestre. Klubben blev dog økonomiske hårdt ramt under corona, og kunne ikke forny kontrakter med de daværende professionelle spillere. I sæson 2021/2022 spillede alle klubbens seniorhold derfor hovedsagelig med egne ældste ungdomsspillere og ungseniorspillere, som med hjælp fra få udenlandske spillere. Som ventet rykkede GSB ud af Ligaen. Bestyrelsen, trænere og spillere og de mange frivillige tilknyttet klubben arbejder stadig hårdt og målrettet for at komme ovenpå igen efter coronatidens udfordringer.  

Klubben nu
I sæson 2022/2023 havde GSB et hold i 1., 2., 3.-division, Danmarksserien, Sjællandsserie 1,2,3. Førsteholdet kvalificerede sig til oprykningsspil til Ligaen, men forbliver i 1. division i sæson 2023/2024. Klubben har også en stor veteran-afdeling, ungdomsafdeling og forskellige bredde/motionisttilbud.
Cheftræner for klubben er pt. Michael Rasmussen. Fra sæson 2023/2024 er hollandske Roy Mulder ansvarlig for ungdomstræningen. 
Formand for klubben er Tomas Kudsk.

Klubbens resultater - under udarbejdelse

## Ekstern henvisning og kilde
- Greve Strands Badmintonklub, hjemmeside
- https://www.facebook.com/gsbfansite/?locale=da_DK

| Sport | Spire Denne artikel om sport er en spire som bør udbygges. Du er velkommen til at hjælpe Wikipedia ved at udvide den. |